# Tofu puant
 (février 2015).
Si vous disposez d'ouvrages ou d'articles de référence ou si vous connaissez des sites web de qualité traitant du thème abordé ici, merci de compléter l'article en donnant les références utiles à sa vérifiabilité et en les liant à la section « Notes et références ».

Brochette de chòu dòufu à la sauce mala (sésame/piment) à Taïwan.

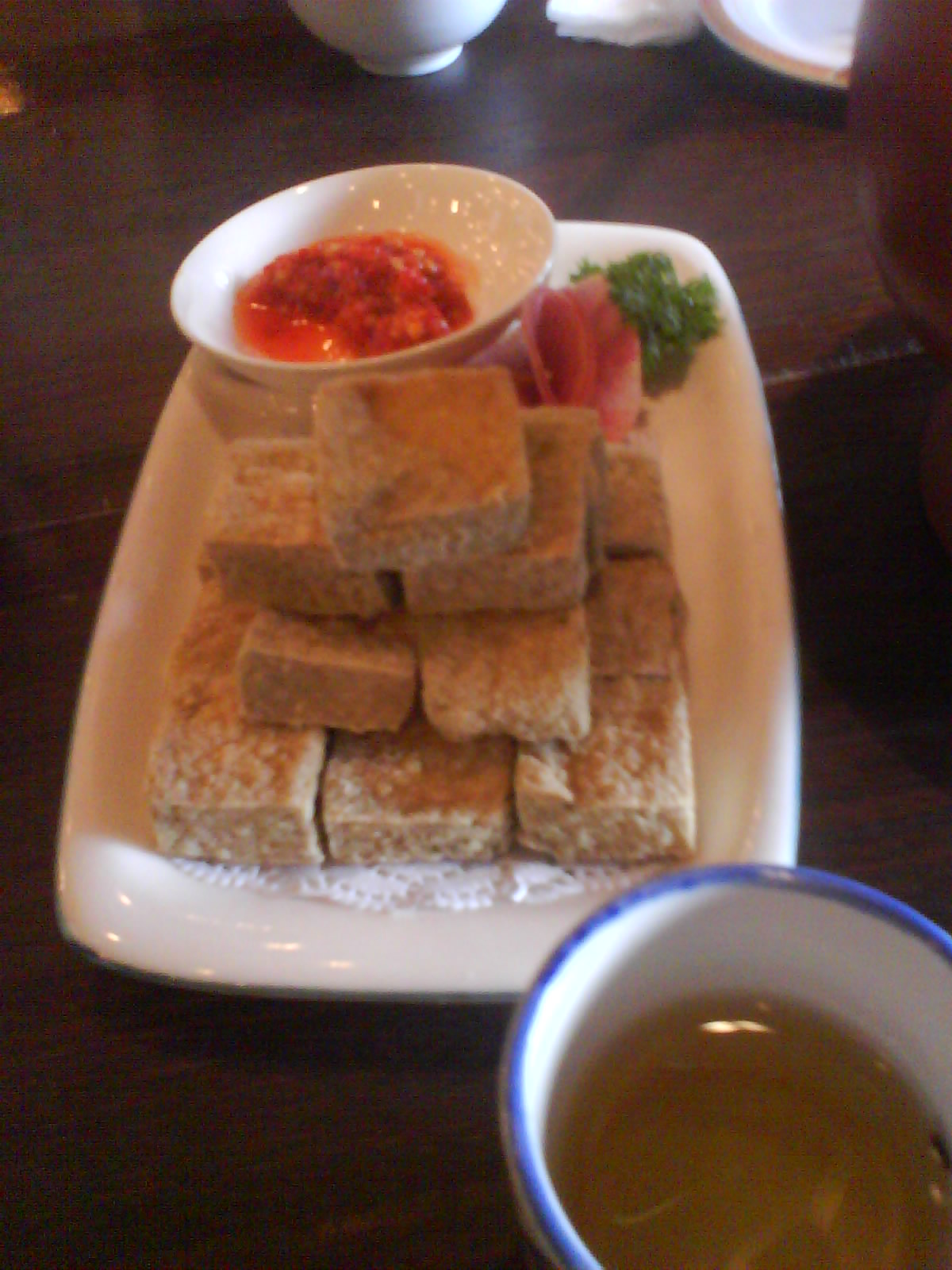
Toufu puant de Hangzhou.

Le tofu puant (chinois : 臭豆腐 ; pinyin : chòu dòufu) est un tofu fermenté dégageant une odeur et un goût parfois proche du munster ou d'autres fromages très forts.
Dans la province du Hunan, en Chine, où il est de couleur noire ou blanche.
La seconde variante est celle de l'aire géographique du Jiangnan, de couleur jaune. Il s'est ensuite répandu dans différentes régions de Chine et Asie et a pris différentes formes et parfums.
Il est principalement consommé en Chine continentale, à Taïwan, au Vietnam, au Laos, au Cambodge, en Thaïlande, au Japon et en Corée, de différentes façons : on peut en acheter dans la rue, en brochette, en soupe, fourré au riz soufflé.
Certains grands restaurants de la cuisine de Changsha et de Hangzhou (province du Zhejiang) le proposent également, généralement sec.

## Tofu puant pour petit déjeuner
Les Chinois appellent également parfois « chòu dòufu », le « tofu fermenté » (豆腐乳, dòufurǔ), un tofu fermenté, généralement peu odorant, vendu dans des petits pots, et utilisé comme condiment. Il s'agit de tofu frais, découpé en petits cubes d'environ 3 cm de côté et mis à macérer dans différents types de solutions selon les variétés : sauce pimentée, sauce à base de riz, etc. Ils accompagnent les bouillons de riz, relativement fades, pour les relever un peu. Le cube de tofu est alors pris par petites pincées avec les baguettes, son goût étant assez salé et acidulé. Certaines sortes très fermentées dont la couleur est marron et la sauce vire vers le noir sentent assez fort, on les appelle alors (臭豆腐乳, chòu dòufurǔ), cela peut avoir eu une influence sur cette appellation erronée.

## Production
Contrairement aux fromages, pour lesquels on utilise des bactéries ou des moisissures sélectionnées, la fermentation du tofu puant n'a pas de formule fixe identifiée pour les bactéries de démarrage ; il existe de grandes variations régionales et individuelles dans la fabrication et la préparation pour faire fermenter le tofu, donnant différents arômes, textures et couleurs.
On dit parfois que l'odeur du tofu puant ressemble à celle des ordures ou des pieds malodorants. Certaines personnes le comparent au goût d'un fromage bleu, tandis que d'autres le comparent à la viande en putréfaction. On dit généralement que plus son odeur est forte, meilleure est sa saveur.
Les méthodes traditionnelles de production de tofu puant consistent à préparer une saumure à base de lait fermenté, de légumes et de viande ; la saumure peut également inclure des crevettes séchées, des tiges vertes d'amarante, des feuilles vertes de moutarde, des pousses de bambou et des herbes de la pharmacopée chinoise. La fermentation de la saumure prend généralement plusieurs mois. La couleur varie, il est souvent doré dans le Zhejiang, et plutôt noir dans le Hunan.
La fabrication industrielle moderne utilise des raccourcis pour produire plus rapidement du tofu puant. Le tofu frais est mariné pendant seulement 24 à 48h dans de la saumure préparée, avant de le préparer froid, cuit à la vapeur, mijoté ou, le plus souvent frit. Le processus ne fait qu'ajouter l'odeur et la saveur au tofu mariné au lieu de le laisser fermenter complètement.
Selon la méthode de production, le tofu puant a été lié à des épidémies d'intoxication alimentaire dues au botulisme, le risque est moins maîtrisé lorsqu'il est préparé traditionnellement et cuit à la maison.

## Analyse chimique

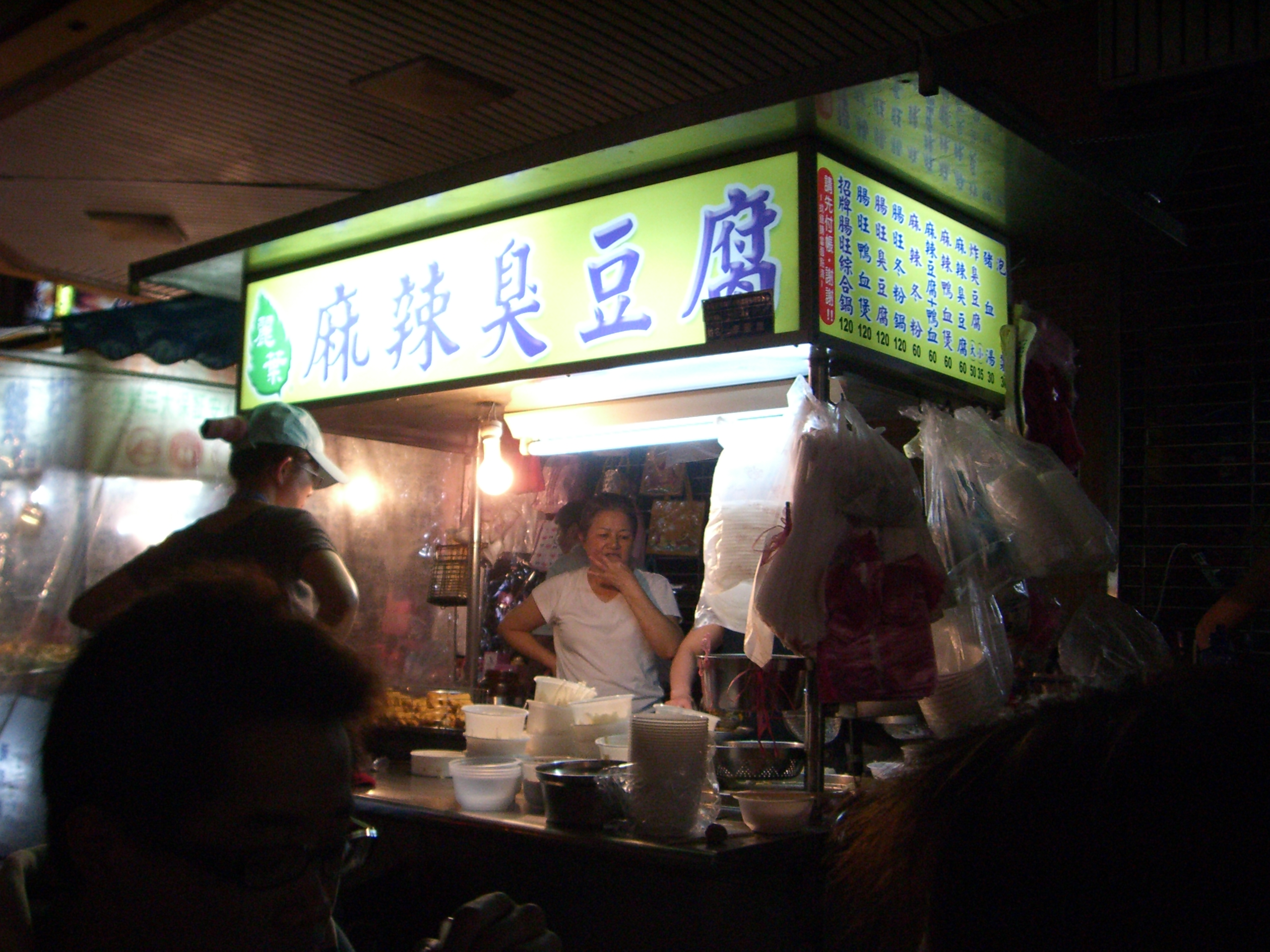
Petit kiosque de « tofu puant » à Taïwan

Une analyse chimique de 2012 a révélé 39 composés organiques volatils qui contribuent à l'odeur et au goût uniques du tofu puant fermenté. Le principal composé volatil était l'indole, qui a une odeur fécale intense,suivi du trisulfure de diméthyle, du phénol, du disulfure de diméthyle et du tétrasulfure de diméthyle.
Il y a eu des cas signalés de scandales alimentaires en Chine où le tofu puant est fabriqué avec des matières fécales et de la viande en putréfaction pour améliorer les odeurs.
En raison de multiples plaintes pour la nuisance pour le public causée par l'odeur désagréable, ainsi que les intoxications alimentaires causées par du tofu puant impropre à la consommation, certaines autorités ont pris des mesures d'interdiction strictes de vente et consommation du tofu puant.